# Las Rosas (Santa Fé)
Las Rosas é um município de 2ª categoria da província de Santa Fé, na Argentina.